# 黑尾鮨
黑尾鮨，為輻鰭魚綱鱸形目鱸亞目鮨科的其中一種，分布於東大西洋區，包括阿爾及利亞、加那利群島、亞速群島、維德角群島、幾內亞比索、摩洛哥、馬德拉群島等海域，棲息深度可達90公尺，體長可達43.2公分，生活在岩礁區，為底棲性魚類，屬肉食性，可做為食用魚。

## 擴展閱讀
維基物種上的相關：黑尾鮨